# Médaille d'or de la généralité de Catalogne
La médaille d'or de la généralité de Catalogne (en catalan Medalla d'Or de la Generalitat de Catalunya) est la plus haute distinction honorifique attribuée par la généralité de Catalogne par laquelle elle distingue chaque année, depuis 1978, une personne ou une institution qui s'est fait remarquer par son action dans les domaines politique, social, économique, culturel ou scientifique, en vue d'accroître et diffuser le patrimoine culturel de la Catalogne.

## Présentation

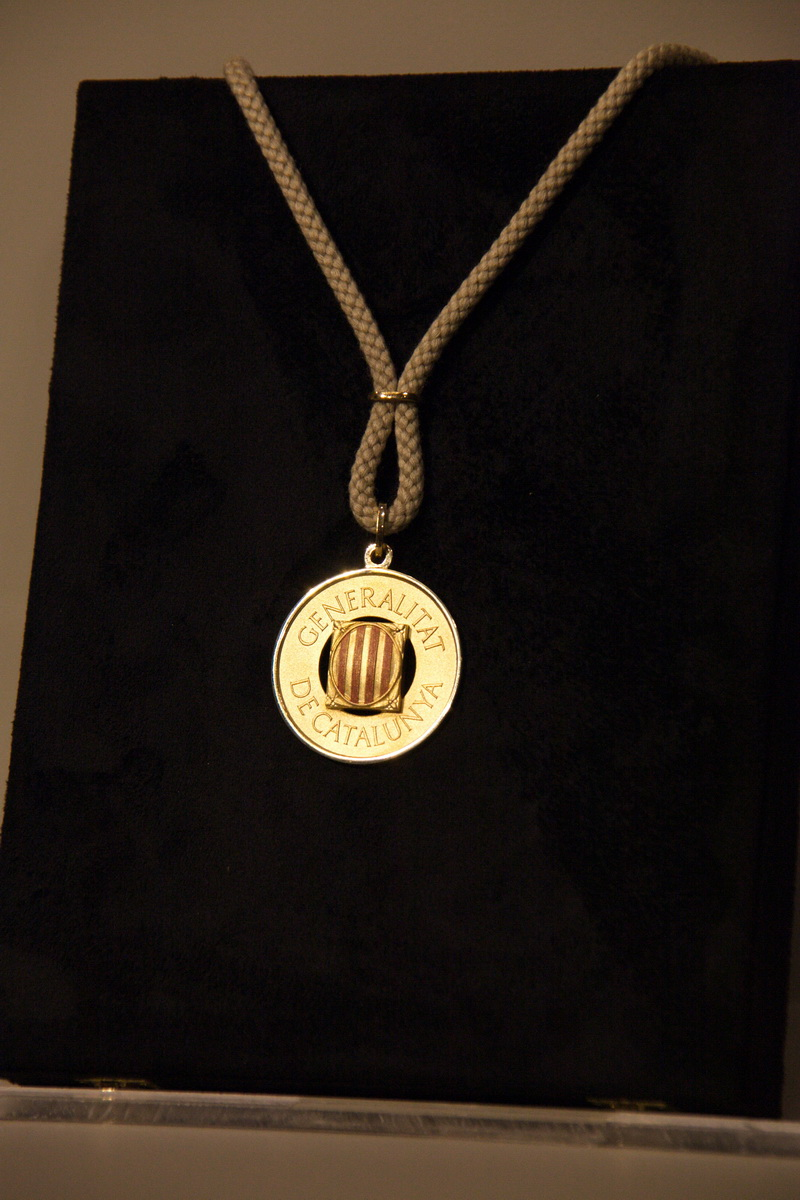
La médaille d'or, l'une des récompenses les plus prestigieuses de la généralité de Catalogne.

La médaille d'or constitue, avec la Creu de Sant Jordi et le prix international de Catalogne, l'une des distinctions les plus prestigieuses qui sont attribuées en Catalogne.
Sans dotation financière, elle a un caractère strictement honorifique. Les personnes distinguées par la médaille d'or ont le droit à être appelées « Excel·lentíssim/a Senyor/a » dans les documents officiels de la Catalogne. Ce droit est attribué à vie.
La médaille d'or est attribuée par le gouvernement de Catalogne lors d'une réunion tenue avant le 11 septembre de chaque année, en vue de la célébration de la Diada, et elle est remise par le président de la Généralité lors d'une cérémonie solennelle.

## Liste des lauréats

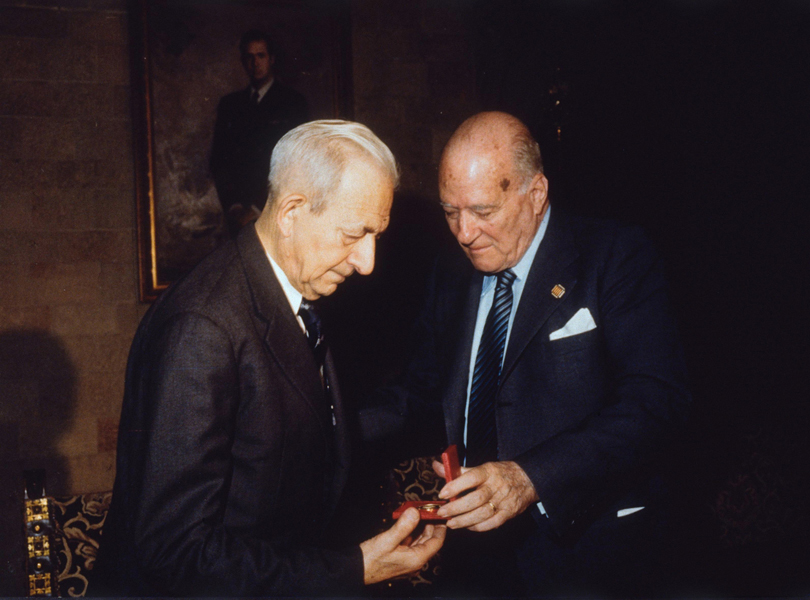
Remise de la médaille d'or au prestigieux linguiste Joan Coromines par le président Tarradellas en 1980.

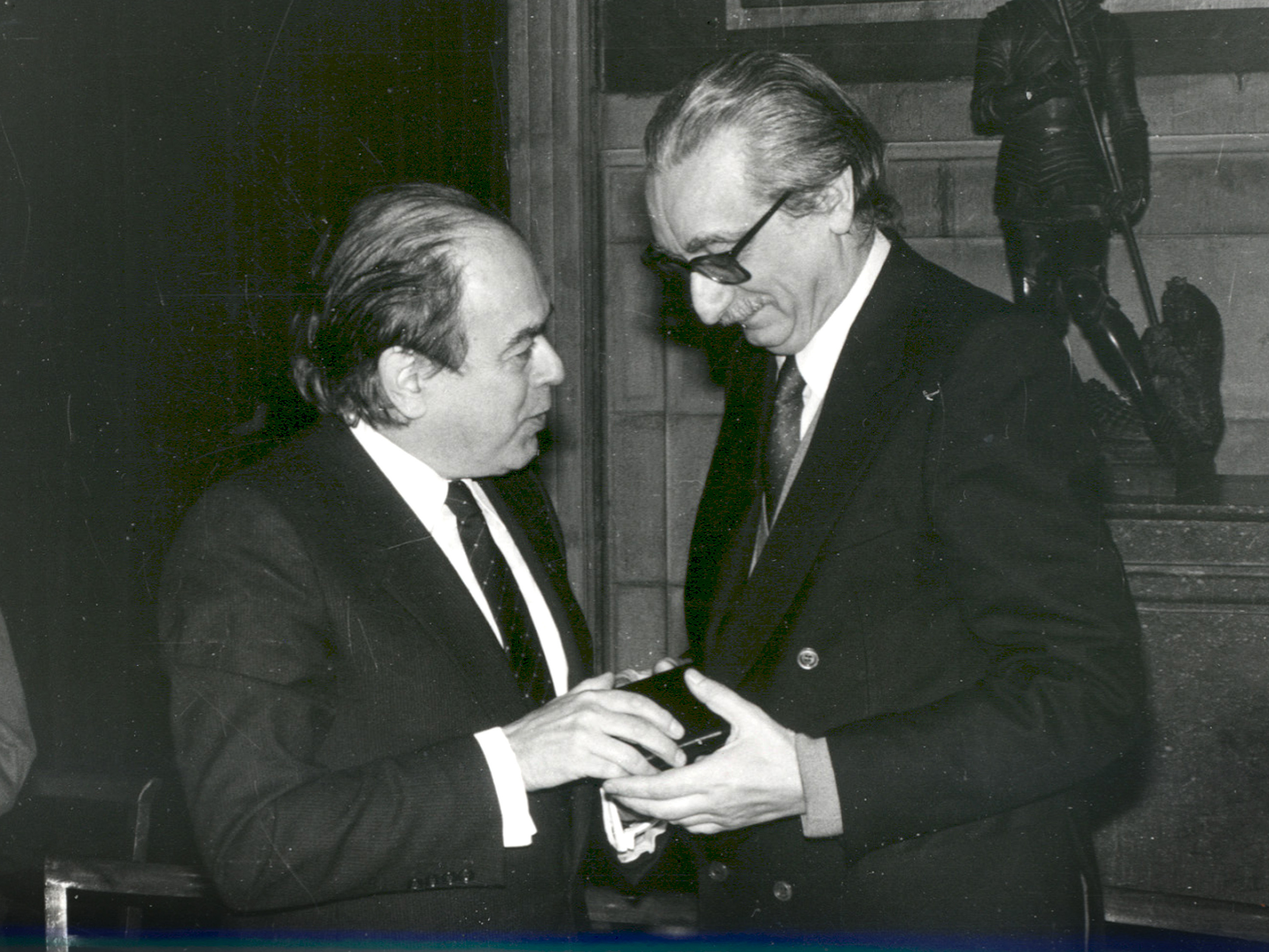
L'écrivain valencien Joan Fuster reçoit le prix en 1983 par le président Pujol.

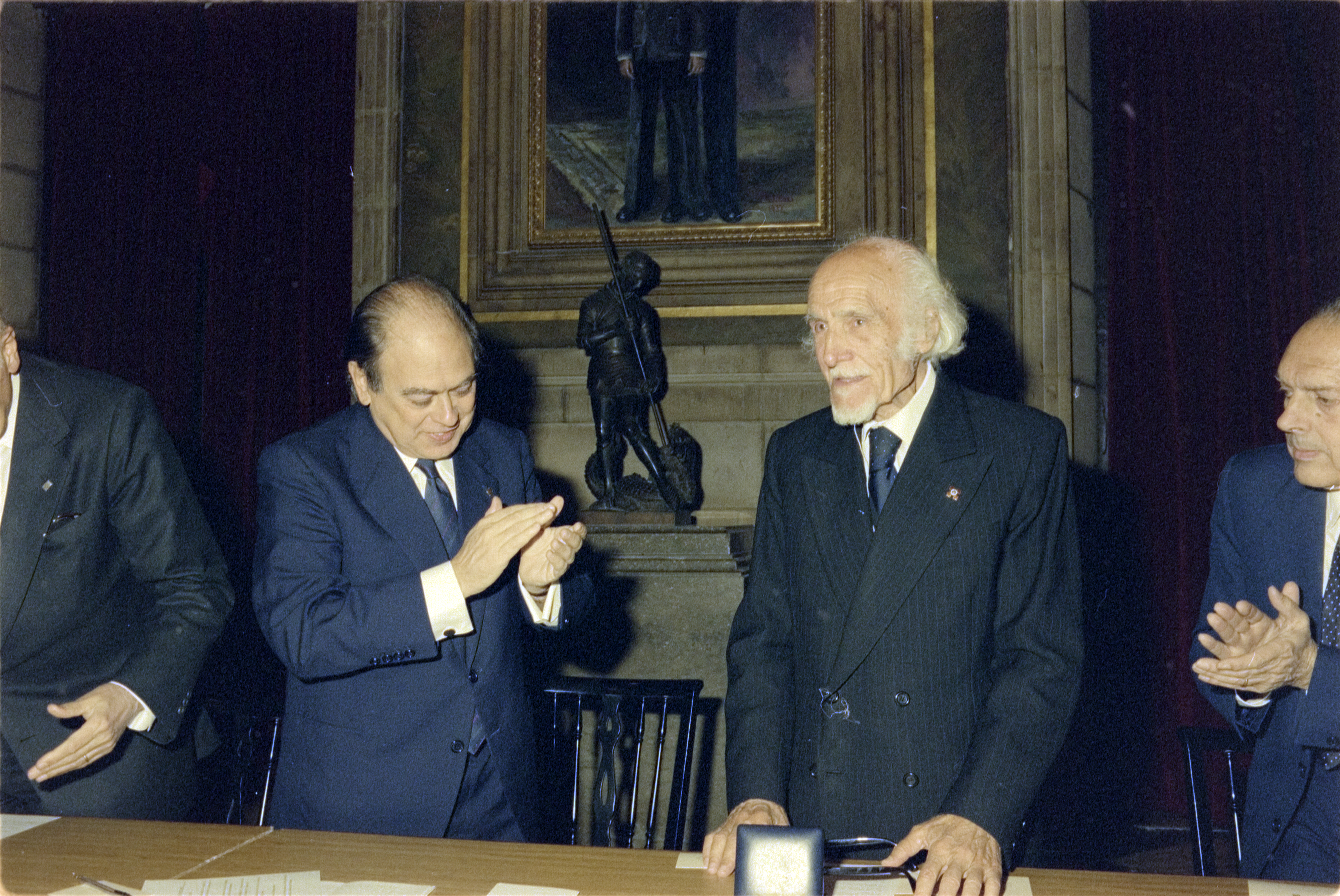
Le sculpteur Frederic Marès, médaillé d'or de la Generalitat avec le président Pujol en 1986.

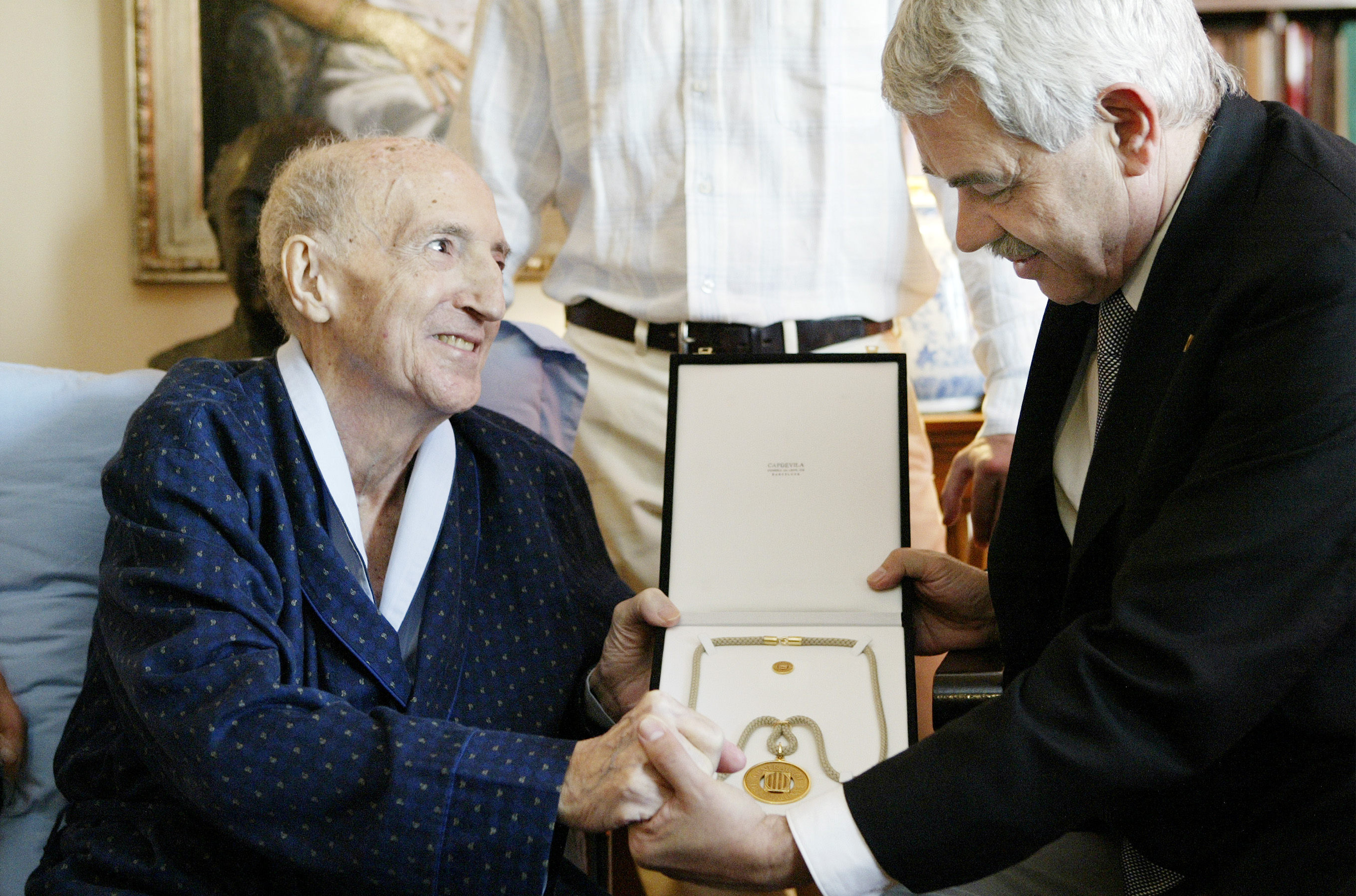
Le biologiste Joan Oró reçoit le prix le plus prestigieux de la Generalitat du président Maragall en 2004.

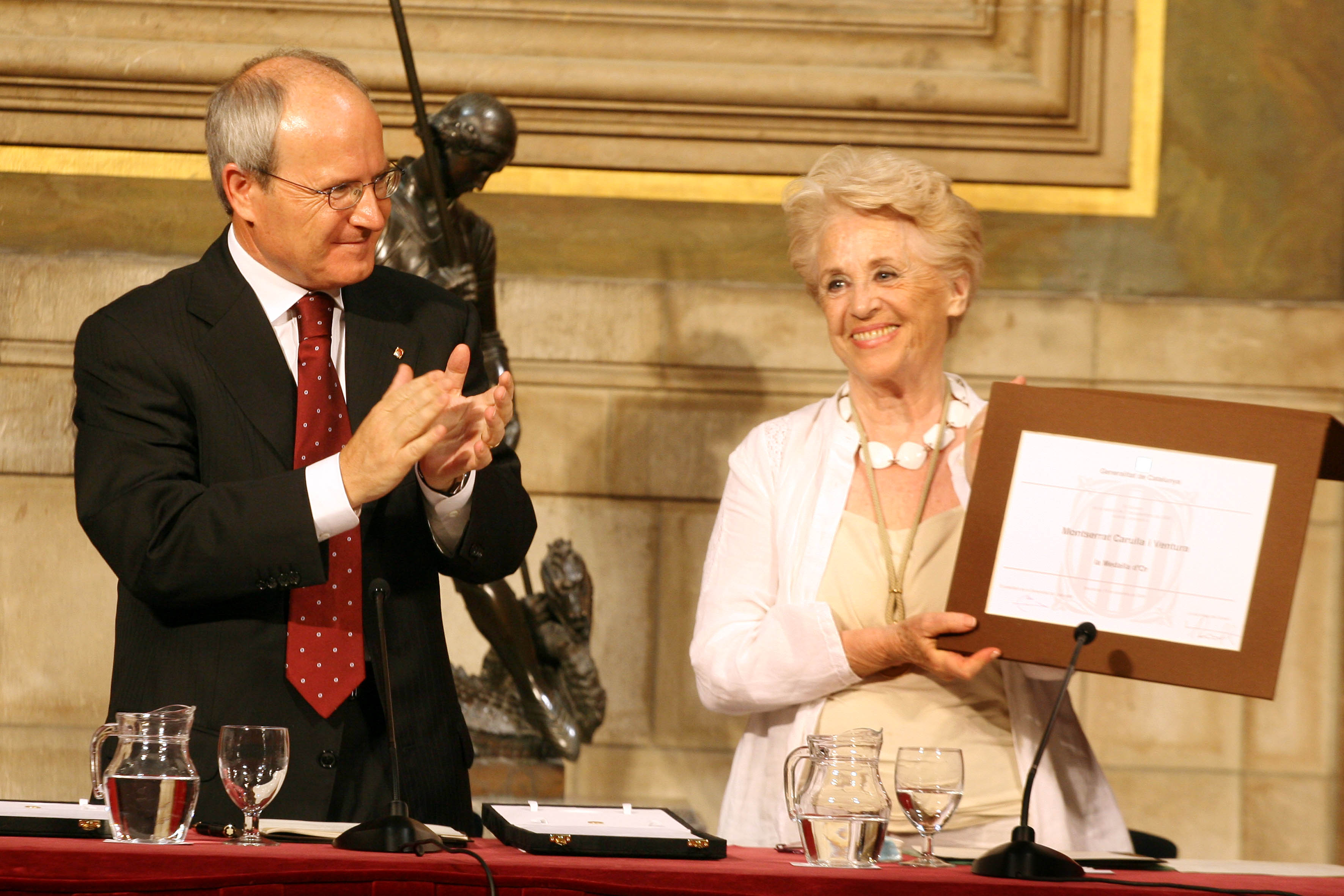
L'actrice Montserrat Carulla après avoir reçu la médaille en 2008 par le président Montilla.

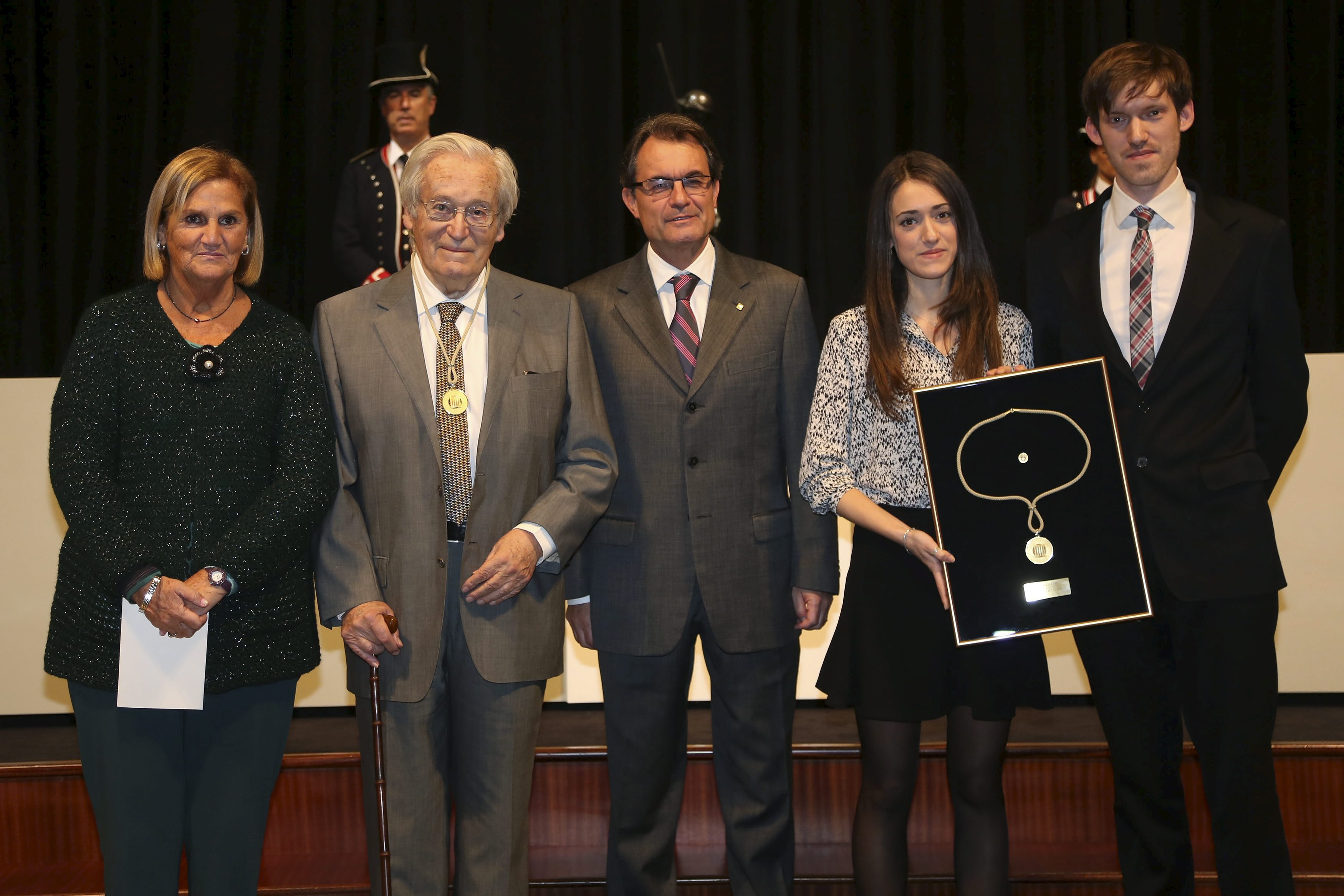
Le président Mas décerne en 1983 la médaille d'or à l'architecte Oriol Bohigas et à titre posthume à Max Cahner.

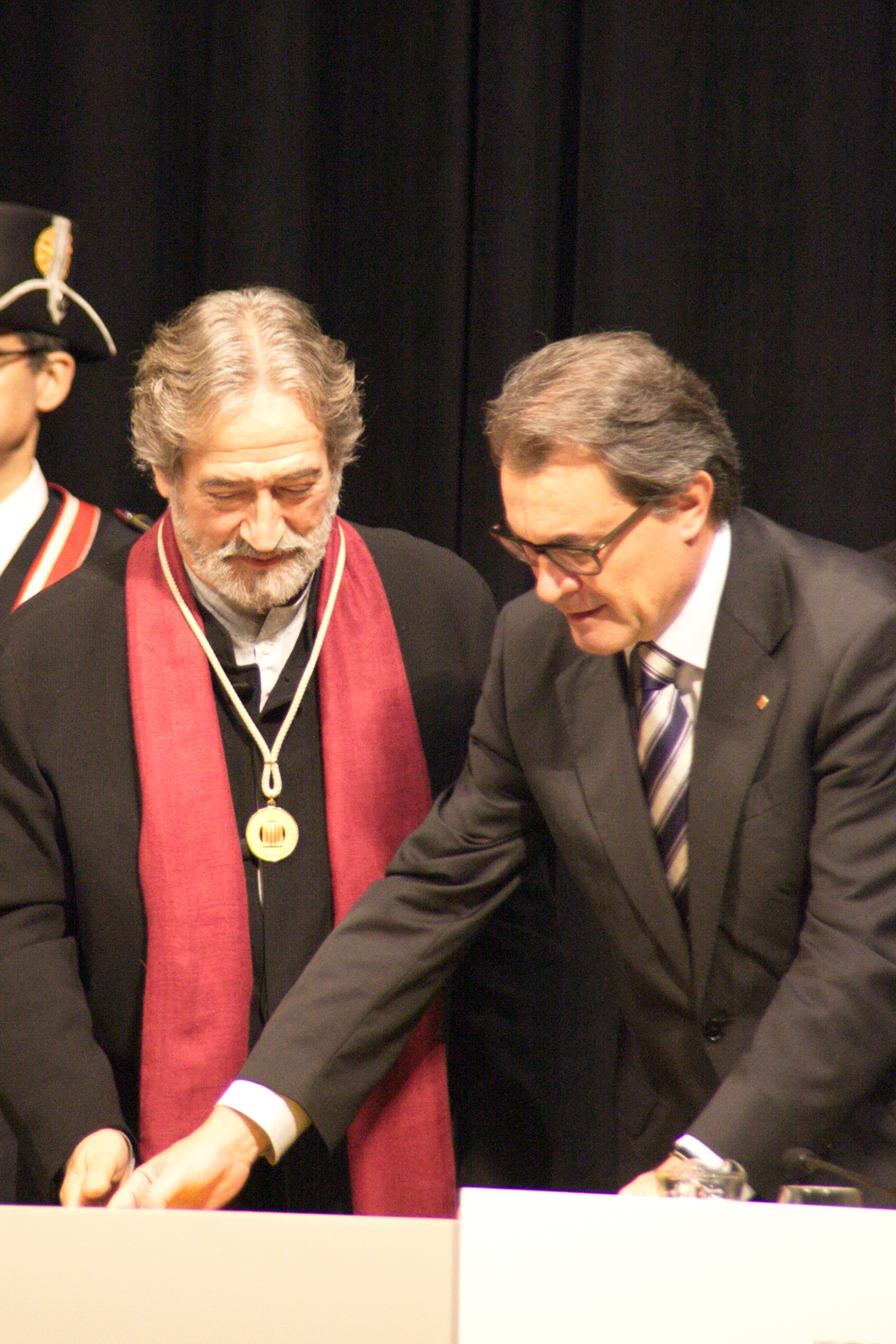
Jordi Savall Médaille d'or en 2014 avec le président Mas.

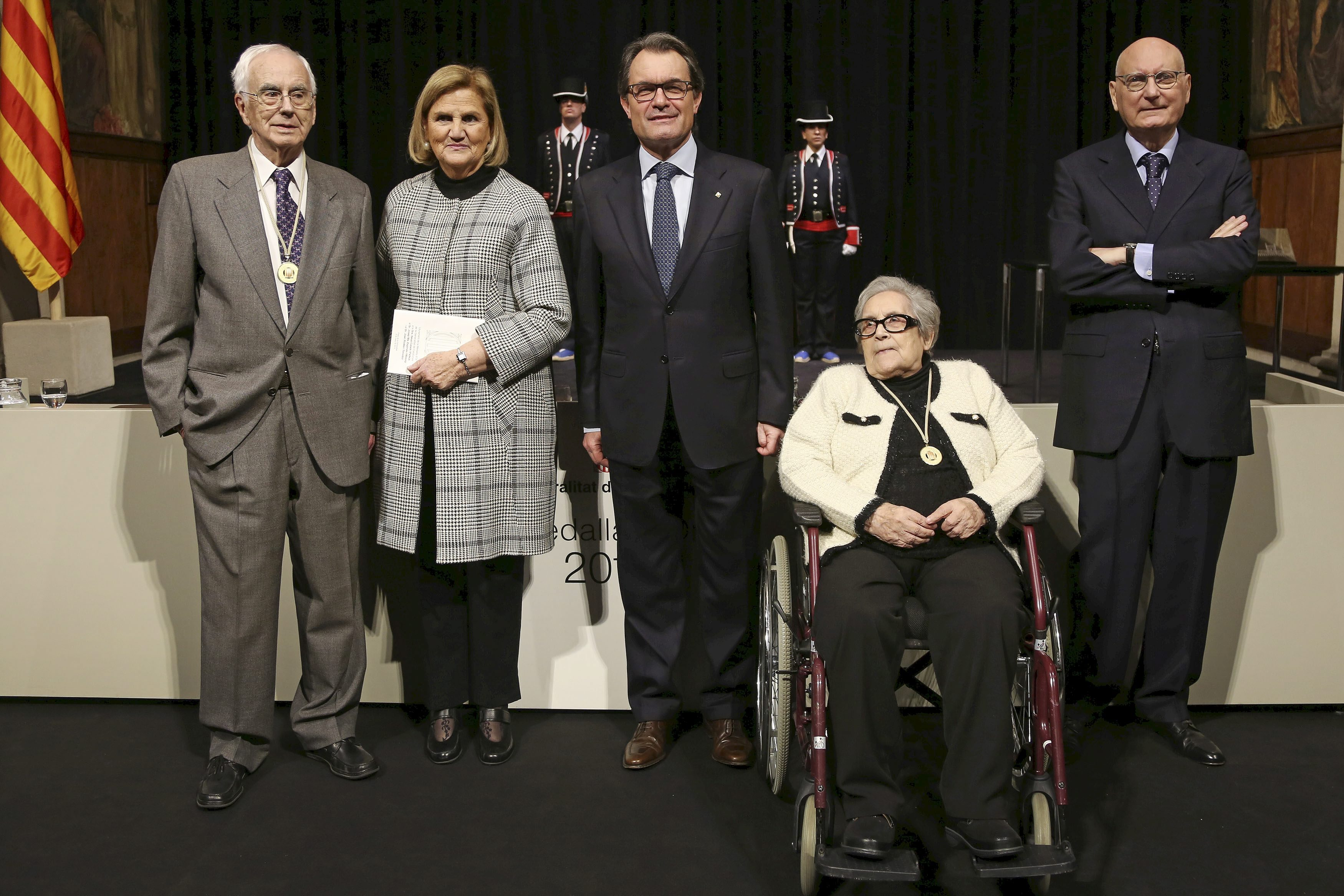
La femme politique Neus Català, l'écrivain Josep Maria Espinàs et Joan Rodés récipiendaires de la médaille en 2015 avec le président Mas.

| Année                 | Lauréat                                     | Domaine professionnel                                                         |
| --------------------- | ------------------------------------------- | ----------------------------------------------------------------------------- |
| 1978                  | Joan Miró                                   | Peinture                                                                      |
| 1979                  | Pau Casals                                  | Musique                                                                       |
| 1980                  | Joan Coromines                              | Linguistique                                                                  |
| 1980                  | Josep Pla                                   | Littérature                                                                   |
| 1980                  | Jordi Rubió (ca)                            | Littérature                                                                   |
| 1980                  | Salvador Espriu                             | Littérature                                                                   |
| 1980                  | Frederic Mompou                             | Musique                                                                       |
| 1981                  | Joan Rebull                                 | Sculpture                                                                     |
| 1981                  | Josep Vicenç Foix dit J. V. Foix            | Littérature                                                                   |
| 1981                  | Josep Lluís Sert                            | Architecture                                                                  |
| 1981                  | Salvador Dalí                               | Peinture                                                                      |
| 1982                  | Montserrat Caballé                          | Musique                                                                       |
| 1982                  | Victoria de los Ángeles                     | Musique                                                                       |
| 1982                  | Apel·les Fenosa                             | Sculpture                                                                     |
| 1983                  | Joan Fuster                                 | Littérature                                                                   |
| 1983                  | Francesc de Borja Moll                      | Littérature et philologie                                                     |
| 1983                  | Antoni Tàpies                               | Peinture                                                                      |
| 1983                  | Alicia de Larrocha                          | Musique                                                                       |
| 1984                  | Josep Carreras                              | Musique                                                                       |
| 1984                  | Antoni Clavé                                | Peinture                                                                      |
| 1985                  | Joan Antoni Samaranch                       | Sports                                                                        |
| 1985                  | Miquel Batllori (ca)                        | Religion et histoire                                                          |
| 1986                  | Frederic Marès                              | Sculpture, pédagogie et histoire                                              |
| Non attribuée en 1987 |                                             |                                                                               |
| 1988                  | Federico Mayor Zaragoza                     | Politique                                                                     |
| 1988                  | Raimon Noguera (ca)                         |                                                                               |
| 1988                  | Joan Sardà (ca)                             | Économie                                                                      |
| 1988                  | Miquel Coll                                 | Politique                                                                     |
| Non attribuée en 1989 |                                             |                                                                               |
| 1990                  | Ramon Aramon                                | Littérature et philologie                                                     |
| 1991                  | Narciso Jubany                              | Religion                                                                      |
| Non attribuée en 1992 |                                             |                                                                               |
| 1993                  | Ramon Roca (ca)                             | Religion                                                                      |
| Non attribuée en 1994 |                                             |                                                                               |
| Non attribuée en 1995 |                                             |                                                                               |
| Non attribuée en 1996 |                                             |                                                                               |
| 1997                  | Jaume Aragall                               | Musique                                                                       |
| 1997                  | Raimon Pelegero dit Raimon                  | Musique                                                                       |
| 1997                  | Abbaye de Montserrat                        | Religion                                                                      |
| Non attribuée en 1998 |                                             |                                                                               |
| 1999                  | Miquel Martí Pol                            | Littérature                                                                   |
| 1999                  | Xavier Montsalvatge                         | Musique                                                                       |
| 2000                  | Pierre Vilar                                | Histoire                                                                      |
| 2000                  | Josep Benet                                 | Histoire                                                                      |
| 2001                  | Joan Triadú (ca)                            | Littérature                                                                   |
| 2001                  | Hôpital de Sant Pau                         | Santé                                                                         |
| 2001                  | Jordi Carbonell (ca)                        | Philologie et politique                                                       |
| Non attribuée en 2002 |                                             |                                                                               |
| 2003                  | Josep Maria Castellet                       | Littérature                                                                   |
| 2003                  | Francesc Candel (ca)                        | Littérature                                                                   |
| 2003                  | Ramon Margalef                              | Science et écologie                                                           |
| 2003                  | Joaquim Molas (ca)                          | Littérature                                                                   |
| 2003                  | Antoni Pladevall (ca)                       | Littérature                                                                   |
| 2004                  | Joan Oró                                    | Science                                                                       |
| 2005                  | Gregorio López (ca)                         | Politique                                                                     |
| 2005                  | Joan Reventós                               | Politique                                                                     |
| 2005                  | La Caixa                                    | Économie                                                                      |
| 2006                  | Antoni Gutiérrez (ca)                       | Politique                                                                     |
| 2007                  | Jordi Pujol                                 | Politique                                                                     |
| 2007                  | Pasqual Maragall                            | Politique                                                                     |
| 2008                  | Moisès Broggi                               | Médecine                                                                      |
| 2008                  | Montserrat Carulla                          | Arts de la scène                                                              |
| 2009                  | Peuple Mexicain                             | Pour l'accueil des exilés catalans.                                           |
| 2009                  | Pompiers de la généralité de Catalogne (ca) | Pour leur professionnalisme dans le service public.                           |
| 2010                  | Jordi Solé Tura                             | Pour son rôle civique et politique.                                           |
| 2010                  | Institut d'Estudis Catalans                 | Pour son rôle dans le domaine de la culture catalane depuis plus d'un siècle. |
| 2010                  | Abbaye de Poblet                            | Pour son rôle historique et culturel.                                         |
| 2011                  | Heribert Barrera                            | Politique                                                                     |
| 2012                  | Antoni Maria Badia                          | Philologie et linguistique                                                    |
| 2012                  | Josep Maria Ainaud de Lasarte (ca)          | Histoire et politique                                                         |
| 2013                  | Lluís Martínez                              | Cardinal, philologie et linguistique                                          |
| 2013                  | Max Cahner                                  | Philologie et politique                                                       |
| 2013                  | Oriol Bohigas                               | Architecture                                                                  |
| 2014                  | Jordi Savall                                | Musique                                                                       |
| 2015                  | Neus Català                                 |                                                                               |
| 2015                  | Josep Maria Espinàs                         | Littérature                                                                   |
| 2015                  | Joan Rodés (ca)                             | Médecine                                                                      |
| 2016                  | Muriel Casals                               | Économie et politique                                                         |
| Non attribuée en 2017 |                                             |                                                                               |
| 2018                  | Carme Forcadell                             | Femme politique                                                               |
| 2018                  | Carles Viver (ca)                           | Magistrat                                                                     |
| 2018                  | RCR Arquitectes                             | Collectif d'architectes                                                       |
| 2019                  | Anna Cabré                                  | Démographie et géographe                                                      |
| 2019                  | Josep Vallverdú (ca)                        | Écrivain                                                                      |
| 2020                  | Lluís Llach                                 | Chanteur                                                                      |
| 2020                  | Teresa Codina (ca)                          | Professeur et pédagogue                                                       |
| 2021                  | Arcadi Oliveres (ca)                        | Économiste                                                                    |
| 2021                  | Josefina Castellví                          | Océanographe et biologiste                                                    |